# 입천장

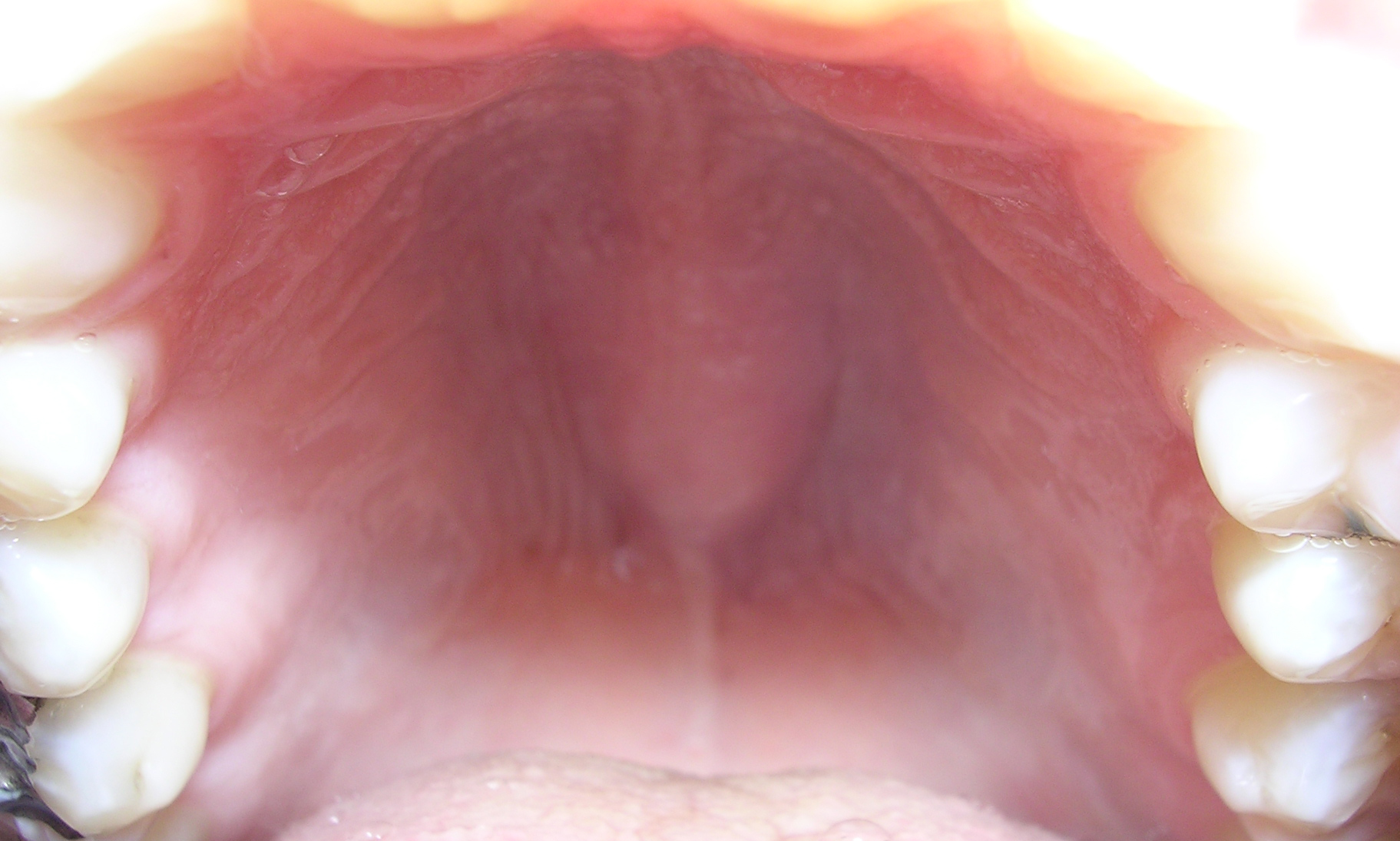

입천장(-天障) 또는 구개(口蓋)는 입의 위쪽 부분을 이루며 구강과 비강을 나누어 주는 역할을 하는 부분이다. 입천장의 앞쪽은 상악골(위턱뼈)과 구개골(입천장뼈)로 이루어져 있어서 단단하며 이를 경구개(단단입천장)라고 한다. 입천장의 뒤쪽은 근육으로 이루어져 있어서 상대적으로 부드러우며 이를 연구개(물렁입천장)이라고 한다.

## 같이 보기
- 언어
- 성도 (의학)
- 팰럿